# Miss České republiky 1994
Miss České republiky 1994 je 6. ročník soutěže krásy Miss České republiky. Finálový večer, kde se o držitelce titulu Miss České republiky pro rok 1994 rozhodlo, se konal v sobotu 9. dubna  1994 v Hale Rondo v Brně.
Slavnostním večerem provázel moderátor Jan Rosák.
Na začátku bylo šest krajských kol. Z každého postoupily první tři dívky do celostátního finále. Finalistek tak bylo poprvé 18. Poprvé soutěž přenášela televizní stanice Nova .
Přenos byl rozdělen na dvě hodinové části se zhruba půlhodinovou přestávkou. Tento dramaturgicky napínavý vysílací model se poté zachoval až do roku 1998. Po prvních dvou disciplínách, módní přehlídce a společné polce, postoupilo do dalších kol 12 soutěžících. Následovala volná disciplína a promenáda v plavkách. Moderátor nevěděl, které dívky postoupí a měl tudíž ztížené podmínky, nemohl se detailně připravit, protože nevěděl, které dívky se objeví na podiu. Finále bylo nezapomenutelné právě volnými disciplínami. Jedna finalistka předvedla vystoupení s živým hadem škrtičem, další předváděla na molu kouzla nebo se šermovalo. Do závěrečného superfinále, kterým bylo defilé ve velkých večerních róbách a rozhovor s porotci, postoupilo 6 nejúspěšnějších dívek. V dalších ročnících se od tohoto postupového způsobu volby upustilo, znovu byl zopakován až v letech 1999, 2000, 2001 a 2002. O titulu Miss Sympatie, který tento rok změnil název na Miss Press, aby se k původnímu názvu o dva roky později vrátil, tentokrát nerozhodovali novináři, ale poprvé čtenáři periodik, kde byly zveřejněny fotografie finalistek. Nejvíce hlasů získala Dagmar Vránová ze Zlína. Samotnou vítězkou celé soutěže se nakonec stala domácí Eva Kotulánová následovaná Kateřinou Vondrovou a Lenkou Beličkovou. Nutno dodat, že ani jedna nepatřila k favoritkám, protože všechny tři do finále postoupily až z druhého místa v krajských kolech.

## Kontroverzní situace
Nějaký muž v den finále intenzivně rozšiřoval fámu, že Miloš Zapletal už znal výsledky několik hodin před oficiálním vyhlášením.  

## Vítězky
Finále soutěže se zúčastnilo celkem 18 dívek:

## Finalistky
| 01. Hana Brettschneiderová |
| 02. Hana Budínová          |
| 03. Nikola Dokoupilová     |
| 04. Jana Festová           |
| 05. Blanka Horáková        |
| 06. Monika Kaiserová       |
| 07. Jolana Kopicová        |
| 08. Sylva Krejčiříková     |
| 09. Nicol Lenertová        |
| 10. Blanka Liblinská       |
| 11. Jana Majerová          |
| 12. Karin Pavelková        |
| 13. Petra Stránilová       |
| 14. Kateřina Tesaříková    |
| 15. Dagmar Vránová         |

## Umístění na mezinárodních soutěžích
- vítězka Eva Kotulánová se na Miss Universe 1995 neumístila.
- I. vicemiss Kateřina Vondrová se na Miss World 1994 neumístila.
- II. vicemiss Lenka Beličková se na Miss Europe 1994, neumístila.